# Oratorio Salesiano
Oratorio Salesiano es la manera como se conoce a la experiencia juvenil educativa e informal inspirada en el sistema preventivo y en la persona de Don Bosco. Este puede estar dentro de una obra salesiana o no tener nada que ver con ella de manera directa con tal hila 
estar inspirado en los valores salesianos. La palabra "oratorio" en castellano suele crear confusiones porque fue tomada directamente del italiano por los primeros salesianos misioneros que llegaron a España e Hispanoamérica hacia finales del siglo XIX. Si se carece del contexto salesiano, se entiende como "lugar para hacer oración", "capilla", "ermita" u otras cosas similares. Por esta razón se utiliza como "Oratorio Salesiano" o "Centro Juvenil Salesiano". Existen diferentes modalidades de oratorios salesianos: desde los oratorios diarios a los oratorios festivos o de fines de semana. También hay oratorios estivales o de vacaciones, oratorios transitorios y otros de acuerdo a las circunstancias de tiempo y espacio. El objetivo del oratorio salesiano es el de cumplir con los deberes religiosos y divertirse honestamente. El primer oratorio salesiano fue fundado por Don Bosco en Turín (Italia) y ha sido introducido por los salesianos, salesianas, exalumnos de Don Bosco, cooperadores salesianos, miembros de la Familia Salesiana y simpatizantes del Sistema Salesiano en general en los países en donde estos han hecho presencia en favor de la juventud más necesitada o en riesgo. A los jóvenes que participan activamente de un oratorio salesiano se les conoce como "oratorianos".
Cabe destacar que fue hecho por el actual Santo Don Orione, creador de la congregación orionista (antes fue parte de la congregación salesiana), él comenzó evangelizando a un niño, el cual trajo amigos y los fue evangelizando por medio de juegos, de a poco se fueron sumando más niños, hasta crear el primer oratorio, y como en ese entonces Don Orione era de la congregación Salesiana, se le otorgó tal título a Don Bosco.

## Historia
La historia del Oratorio Salesiano tiene que ver directamente con la vida de Don Bosco y su experiencia apostólica en Turín. Juan Bosco es en realidad el padre de los oratorios y por ende quién explica su sentido más profundo. Fue ordenado sacerdote en 1841 y en ese mismo año tiene un encuentro que se considera la fecha clave en la fundación de los oratorios: el 8 de diciembre de ese año, el joven sacerdote va a celebrar la Eucaristía en la Iglesia de San Francisco en Turín y tiene un encuentro con Bartolomeo Garelli, un niño de la calle que estaba siendo sacado violentamente de la sacristía. Don Bosco defendió al muchacho y se interesó por su vida y al descubrir que estaba abandonado, sin estudio y sin religión, lo invita el domingo siguiente a recibir algunas lecciones de catequesis de su parte si viene con otros muchachos. Desde entonces Don Bosco se ve rodeado de los muchachos marginales de Turín con los cuales programa actividades que van desde la formación sacramental a aprender algún oficio que pueda ayudarlos a valerse por sí mismo. En la fundación del oratorio salesiano se rastrea el desarrollo de la escuela salesiana y del sistema preventivo de Don Bosco.
Este fue basado en la mentalidad del creer de Don Bosco manifestada en sus sueños.

## El Oratorio según Don Bosco

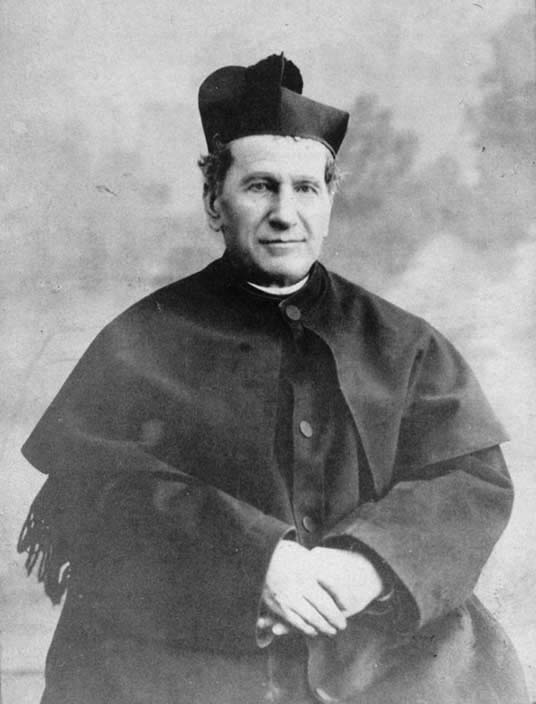
San Juan Bosco, fundador del primer oratorio salesiano

El primer Oratorio Salesiano fue fundado por Don Bosco en Valdocco (un barrio de Turín), llevó el nombre de San Francisco de Sales y, tiene tanta importancia que Don Bosco escribió unas memorias sobre dicha experiencia educativa-pastoral entre 1873 y 1879, aquellas son las "Memorias del Oratorio" (MO). Para Don Bosco el "oratorio" era un elemento muy importante y siempre se referirá a éste en numerosos de sus escritos. En su carta de Roma dirigida a sus salesianos y jóvenes el 10 de mayo de 1884 hace una descripción detallada de los peligros que corre el oratorio: 

Vi el oratorio y a todos vosotros que estabais en recreo. Pero ya no oía gritos de alegría y canciones, ya no veía aquel movimiento, aquella vida de la primera escena.

De acuerdo a dicha Carta, se puede determinar lo que es el oratorio salesiano para Don Bosco, para quien todo su accionar como sacerdote, maestro y amigo de los jóvenes era un oratorio:
Acerca de ello dice Don Bosco:

Me fijé y vi que eran muy pocos los sacerdotes y clérigos que estaban mezclados entre los jóvenes, y muchos menos lo que tomaban parte en sus juegos. Los superiores no eran ya el alma de los recreos. La mayor parte de ellos paseaban, hablando entre sí, sin preocuparse de lo que hacían los alumnos; otros jugaban, pero sin pensar para nada en los jóvenes; otros vigilaban de lejos, sin advertir las faltas que se cometían; alguno que otro corregía a los infractores, pero con ceño amenazador y raramente. Había algún salesiano que deseaba introducirse en algún grupo de jóvenes, pero vi que los muchachos buscaban la manera de alejarse de sus maestros y superiores

Por último, Don Bosco al final de dicha Carta de Roma, tesoro de la espiritualidad salesiana, deja sentado lo que él espera del Oratorio:

¿Sabéis que es lo que desea de vosotros este pobre anciano que ha consumido toda su vida por sus queridos jóvenes? Pues solamente que, guardadas las debidas proporciones, vuelvan a florecer los días felices del antiguo oratorio. Los días del amor y la confianza entre jóvenes y superiores; los días de los corazones abiertos con tal sencillez y candor, los días de la caridad y de la verdadera alegría para todos. Necesito que me consoléis dándome la esperanza y la palabra de que vais a hacer todo lo que deseo para el bien de vuestra alma.

## Evolución del concepto de Oratorio
Si bien para Don Bosco todo era Oratorio (la escuela, el internado, las prácticas de piedad y todo lo que se relacionara con la actividad salesiana), con el correr del tiempo se da una separación de la idea de Oratorio Salesiano del resto de las actividades salesianas. Para muchos el Oratorio Salesiano se restringe a actividades informales y recreativas que incluyen catequesis de domingo dentro de las instalaciones de la escuela salesiana u otro centro salesiano, mientras que para otros el espíritu oratoriano permea toda la realidad pastoral salesiana al más original estilo de Don Bosco. Para efectos prácticos, un colegio salesiano puede determinar un espacio y un tiempo para lo que se denomina "Oratorio Salesiano" o "Centro Juvenil Salesiano" como una actividad específica, pero en realidad el Oratorio se encuentra al centro de la identidad de Don Bosco. Al respecto dicen las Constituciones de la Congregación Salesiana:

Don Bosco vivió una típica experiencia pastoral en su primer oratorio, que para los jóvenes fue casa que acoge, parroquia que evangeliza, escuela que encamina hacia la vida y patio donde encontrarse como amigos y pasarlo bien. Al cumplir hoy nuestra misión, la experiencia de Valdocco sigue siendo criterio permanente de discernimiento y renovación de toda actividad y obra.

### Oratorio en Argentina
Una de las ideas originales de los Salesianos en Argentina, son los Exploradores de Don Bosco, uno de los grupos miembro del Movimiento Exploradoril Salesiano. Los exploradores centra su actividad en el oratorio, de hecho a la hora de su fundación se tuvo en cuenta, entre otros grupos, a Las Escuadras del Oratorio de Valdocco.
En Argentina los "Explos" como son conocidos entre los salesianos, forman uno de los principales bastiones del oratorio.
Una de sus cartas orgánicas (PD) lo define así:

En la Obra de Don Bosco: Como obra de la Familias Salesiana, el Movimiento Exploradoril Salesiano es parte del Oratorio-Centro Juvenil, y como tal es asumido por las comunidades inspectoriales, locales y por el Movimiento Juvenil Salesiano.

Cabe mencionar que el Movimiento Exploradoril Salesiano a sus vez está formado por tres instituciones:
1. Exploradores/as de Don Bosco (Argentina y Paraguay)
2. Exploradoras/es de María Auxiliadora (Argentina)
3. Exploradores Franciscanos Argentinos (Argentina)

### Oratorio Don Bosco en los Andes - Perú

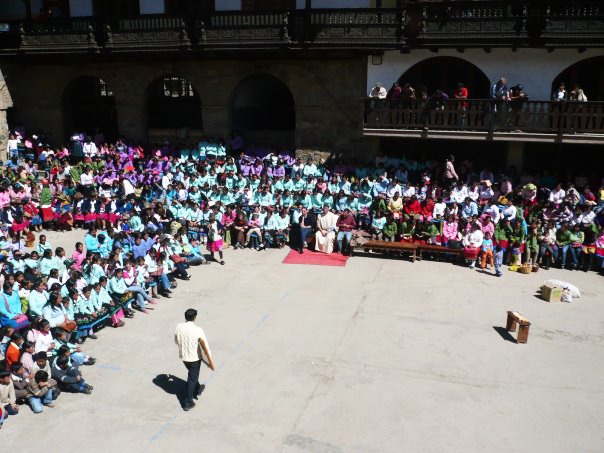
Niños del Oratorio de Los Andes en Chacas

Fundado en 1985 por el misionero Ugo de Censi en los Andes peruanos. El Padre Ugo manifestó: «Nuestras parroquias reúnen hoy, con el oratorio, cerca de 15.000 niños. Un río de niños formado por numerosos arroyos que descienden de la Cordillera». 
En el 2005, cuando el Cardenal de Milán, Carlo María Martini, visitó Chacas y Pomallucay para inaugurar un centro de rehabilitación financiado por la diócesis italiana, dijo lo siguiente: «Siempre he deseado ver con mis propios ojos cómo era el oratorio de Valdocco cuando estaba don Bosco. Mi deseo se ha cumplido aquí, a los pies de los Andes».

## Oratorio como cuatro dimensiones
Un oratorio salesiano descansa en cuatro dimensiones:
- Casa: o “segundo hogar” donde los niños y jóvenes se sientan a gusto. Donde todos cuiden las instalaciones y materiales como suyos y consideren a los demás como amigos.
- Escuela: Donde se aprende de forma informal. Donde se aprende acompañados por los amigos. Donde se potencian las capacidades que cada uno posee.
- Iglesia: Porque se ofrece una forma de ver la vida favoreciendo la dimensión religiosa de la persona.
- Patio: Porque es un lugar de convivencia y juego para el tiempo libre de los jóvenes. Un lugar donde encontrarse con sus amigos, pasar el rato y divertirse de forma viva, sana y creativa.

En algunos países de habla hispana se añaden otros dos rasgos distintivos:
- Taller: donde se aprende para la vida, un arte, un oficio, una labor que dignifica al joven y le permite sentirse útil y productivo en la sociedad. Estos cursos se ofrecen como Escuelas que sin tener el rigor de lo formal académico ofrecen una cualificación a aquellos jóvenes que en el Oratorio quieren aprender.
- Patria: para vivir la ciudadanía activa, ya que un joven salesiano aprende a ser buen ciudadano, viviendo en un espacio donde en sana libertad construye vínculos sociales que le permiten formarse para el bien común, respetar los derechos y la dignidad de los demás y hacer valer lo propio